# The Hideous Sun Demon
Pour plus de détails, voir Fiche technique et Distribution.
The Hideous Sun Demon est un film de science-fiction et d'horreur américain, sorti en 1958, écrit, réalisé, produit et interprété par Robert Clarke.
Un homme se retrouve transformé en reptile après avoir été exposé à de la radioactivité.

## Synopsis
Lorsque le chercheur Gilbert Gilbert "Gil" McKenna (Clarke) tombe inconscient après avoir été accidentellement exposé à des radiations au cours d'une expérience avec un nouvel isotope radioactif, il est transporté dans un hôpital voisin. Le docteur Stern (Robert Garry) est surpris de constater que Gil ne montre aucun signe de brûlure caractéristique d'une exposition de cinq minutes aux radiations et informe ses collègues, l'assistante de laboratoire Ann Russell (Patricia Manning) et le scientifique Frederick Buckell (Patrick Whyte), qu'il gardera le patient sous surveillance pendant plusieurs jours.
Plus tard, Gil est emmené dans un solarium pour recevoir les rayons de guérison du soleil. Pendant qu'il fait la sieste, il se transforme en une créature reptilienne, horrifiant les autres patients. Fuyant la scène, Gil découvre sa nouvelle apparence. Stern informe Ann et le Dr Buckell de l'incident, en émettant l'hypothèse que l'exposition aux radiations a provoqué un renversement de l'évolution, transformant Gil en un reptile préhistorique après exposition au soleil. Stern suggère que Gil peut contrôler ses symptômes en restant dans l'obscurité et en restant à l'hôpital, mais admet que le patient ne peut y être retenu contre sa volonté.
Revenant à la normale, Gil, désolé, avertit Ann de sa démission. S'étant confiné dans sa maison et ne sortant que la nuit, Gil passe ses heures à boire et à errer sans but sur les terres de sa propriété. Il se rend ensuite dans un bar où Trudy Osborne (Nan Peterson) joue du piano et chante.
Buckell est informé qu'un éminent spécialiste de l'empoisonnement aux radiations, le Dr Jacob Hoffman (Fred La Porta) accepte d'aider Gil et prévoit d'arriver dans la région dans quelques jours. Lorsqu'il s'avère que les tests réalisés afin d'améliorer l'état de Gil n'offrent aucune piste, le scientifique désemparé envisage le suicide, mais change bientôt d'avis en regardant des enfants jouer. Gil retourne au bar où chante Trudy, celle-ci le rejoint pour boire un verre et ils commencent à faire des projets pour la soirée. Cela n'est pas du gout de George, le patron du bar qui souhaitait se "réserver" Trudy. Une bagarre éclate entre les deux hommes, George est assommé tandis que Gil s'enfuit avec Trudy dans la nuit. Plus tard, ce soir-là, après avoir marché sur le rivage, ils font l'amour, s'endormant dans le sable jusqu'à ce que la lumière du matin réveille Gil. Horrifié, car sentant venir une nouvelle transformation, Gil s'enfuit dans sa voiture laissant Trudy endormie sur la plage. Arrivé à la maison, Gil ne parvient pas assez tôt dans sa maison pour empêcher la transformation.
Ann arrive bientôt, découvrant Gil recroquevillé dans la cave en état de choc. Croyant toute aide désormais inutile, Gil refuse d'abord de rencontrer le Dr Hoffman, mais après les supplications larmoyantes d'Ann, Gil accepte à contrecœur. Pendant l'examen, le Dr Hoffman ordonne à Gil de rester dans la maison de façon permanente, par mesure de précaution jusqu'à ce qu'il puisse revenir avec de l'aide. Se sentant coupable d'avoir abandonné Trudy, Gil retourne au bar mais est brutalement passé à tabac par George et ses acolytes. Gil reprend conscience le lendemain matin et découvre que Trudy, l'a amené à son appartement. George arrive bientôt et, en voyant Gil, le force à sortir pour lui régler son compte. À ce moment, Gil se transforme de nouveau et assassine George devant Trudy horrifiée, avant de fuir dans les collines. De retour à la maison, Gil y retrouve Ann, Hoffman et Buckel. Revenu à son état normal, Gil se culpabilise d'avoir accompli un meurtre. Ses amis le rassurent lui précisant qu'il a agi en état de légitime défense. Mais quand la police arrive avec un mandat d'arrêt, Gil s'enfuit dans sa voiture en frappant accidentellement un policier au passage.
Se cachant à l'intérieur d'une cabane de champ pétrolifère alors que la police ratisse la zone et érige des barrages routiers, Gil est découvert par la jeune Suzy qui lui propose de lui apporter des cookies. Se précipitant chez elle, Suzy est surprise en train de voler des cookies par sa mère qui l'oblige à parler. Pendant que sa mère appelle la police, Suzy se glisse fonce à l'extérieur afin de prévenir Gil. Sa mère la poursuit dans le champ de pétrole et les voitures de police arrivent bientôt. Se rendant compte que Suzy est en danger en étant avec lui, Gil emmène la fille hors de la cabane dans la lumière du soleil où il la laisse partir. Il se transforme rapidement en créature. Dans la poursuite policière qui s'ensuit, Gil abat un des officiers puis grimpe les escaliers au sommet d'un grand réservoir de gaz naturel, où l'officier restant le poursuit. Alors que Gil commence à l'étrangler, l'officier tire sur Gil dans le cou. Mortellement blessé, le Gil tombe de plusieurs étages tandis que Buckell, Hoffman et Ann restent consternés.

## Fiche technique
- Titre : The Hideous Sun Demon
- Réalisateur : Robert Clarke
- Scénario : Robert Clarke
- Musique : John Seely
- Photographie : Stan Follis, Vilis Lapenieks, John Arthur Morrill
- Date de sortie : États-Unis : 29 août 1958
- Durée : 74 minutes
- Genre : science-fiction, horreur
- Dates de sortie : 
  - États-Unis : 29 août 1958
  - France : 1993 (en vidéo)

 Sauf indication contraire, les informations mentionnées dans cette section peuvent être confirmées par la base de données cinématographiques IMDb,  présente dans la section « Liens externes ».

## Distribution
- Robert Clarke : Dr. Gilbert McKenna
- Patricia Manning : Ann Russell
- Nan Peterson : Trudy Osborne
- Patrick Whyte : Dr. Frderick Buckell
- Fred La Porta : Dr. Jacon Hoffman
- Peter Similuk : George Messorio
- Bill Hampton : le lieutenant de police Peterson
- Robert Garry : Dr. Stern
- Donna King : la mère de la petite Suzy
- Xandra Conkling : la petite Suzy
- Del Courtney : speaker à la radio
- Anthony J. Hilder: propre rôle